# 5 am Tag
5 am Tag (englisch 5 a Day oder Snack 5) ist eine weltweite Aktion, die sich die Verbesserung der Gesundheit der Bevölkerung durch einen gesteigerten Verzehr von Obst und Gemüse zum Ziel gesetzt hat. Sie hat 37 (teils nationale und teils internationale) Mitglieder.
Der Organisator in Deutschland war der Verein 5 am Tag, der im Jahr 2000 gegründet wurde. Die Deutsche Gesellschaft für Ernährung unterstützte die Aktion.
In der Schweiz wurde die Kampagne bis 2018 von der Krebsliga Schweiz, seither vom Bundesamt für Lebensmittelsicherheit und Veterinärwesen getragen.
Die empfohlene tägliche Menge an Obst und Gemüse ist nicht einheitlich definiert. Eine klassische Empfehlung der WHO besagt, dass täglich 400 Gramm ein geeigneter Wert sei. Eine Portion wird hier typischerweise als 80 Gramm definiert, was die Empfehlung von 5 am Tag leicht verständlich macht. Eine neuere Empfehlung der Deutschen Gesellschaft für Ernährung spricht hingegen von einer optimalen Menge von insgesamt 650 Gramm Obst und Gemüse am Tag.
Weitere Unterschiede beziehen sich auf die Verteilung, wie viel der Gesamtmenge auf jeweils Obst und Gemüse entfallen.

## Ursprung
Im englischsprachigen Raum läuft diese Gesundheitskampagne für den Verzehr von fünf Portionen Obst und Gemüse täglich unter dem Namen 5 A Day - For a better Health. Initiator war in den 1990er Jahren das National Cancer Institute (nationales Krebsforschungsinstitut der USA), da medizinische Studien Hinweise darauf geben, dass der regelmäßige Verzehr von Obst und Gemüse dazu beitragen kann, Krebserkrankungen vorzubeugen. 1994 wurde die Empfehlung 5 oder mehr Portionen Obst zu essen beispielsweise in Neuseeland eingeführt.
Am deutlichsten sind die Studienergebnisse im Hinblick auf Krebs im Mund- und Rachenraum, Speiseröhrenkrebs, Magenkrebs, Darmkrebs und Lungenkrebs. Ausschlaggebend für diese Wirkung seien bioaktive Substanzen in Obst und Gemüse.

## Diskussion
Eine Studie der American Heart Association hat Daten aus 26 Studien aus 29 Länder von 2 Millionen Erwachsenen ausgewertet. Sie konnte zeigen, dass der Konsum von Obst und Gemüse die Mortalität verringert. Die Autoren kommen zu dem Schluss, dass 3 Gemüseportionen und 2 Obstportionen das optimale Verhältnis darstellen, um sich positiv auf die Lebenserwartung auszuwirken.

## 5 am Tag e.V.
Der Verein 5 am Tag stellte seinen Mitgliedern Informationsmaterial, Plakate, Werbematerial (teilweise kostenlos, teilweise gegen einen Beitrag) für Veranstaltungen (z. B. Schulfeste, Infostände, Tag der offenen Tür und weitere) zur Verfügung. Außerdem durften die Mitglieder das Logo von 5 am Tag verwenden.
Der Verein 5 am Tag e. V. wurde auf Beschluss der Mitgliederversammlung vom 12. Juni 2023 mit Eintragung beim Amtsgericht Bonn im Vereinsregister 9649 am 19. September 2023 aufgelöst. Mit Veröffentlichung im Amtsblatt für den Regierungsbezirk Köln am 16. Oktober 2023 hat das sogenannte „Sperrjahr“ begonnen. Die Website www.5amTag.de wird nicht mehr vom 5 am Tag betrieben, die Domain existiert weiter und wird von einem Anbieter genutzt, der in keiner Verbindung zu „5 am Tag“ steht. Die Informationsmedien von „5 am Tag“ sind nicht mehr verfügbar.
Die Mitglieder kamen aus diversen Bereichen, die mit Ernährung und Lebensmitteln zu tun haben, beispielsweise:
- Krankenkassen
- Deutsche Gesellschaft für Ernährung (DGE)
- Ministerien
- Krebsgesellschaften
- Gemeinschaft zur Förderung der Interessen der deutschen Frischemärkte
- Fruchthandelsfirmen